# Tantulidia rufifrons
Tantulidia rufifrons är en insektsart som beskrevs av Walker 1851. Tantulidia rufifrons ingår i släktet Tantulidia och familjen dvärgstritar. Inga underarter finns listade i Catalogue of Life.